# Дневники принцессы
«Дневники́ принце́ссы» (англ. The Princess Diaries, также известен под названием «Как стать принцессой») — американский комедийный фильм о взрослении, снятый в 2001 году режиссёром Гарри Маршаллом, автором популярных лент «Красотка», «Сбежавшая невеста». Фильм снят по мотивам одноимённого романа Мэг Кэбот. Помимо других актёров, в нём звезда американской сцены и кино Джули Эндрюс.

## Сюжет
15-летняя Мия живёт в Сан-Франциско вдвоём с мамой и ведёт обычную для американского подростка жизнь. Она — скромная нескладная «ботаничка»-очкарик. Единственная её цель в жизни — оставаться незаметной, и ей это вполне удаётся. У Мии есть лишь одна подруга, Лили Московиц, и Майкл, старший брат Лили, тайно влюблённый в Мию. Сама же она по-детски влюблена в Джоша, самого популярного парня в школе.
Родители очень давно разошлись, и своего отца Мия никогда не видела и не знает. Но однажды в Калифорнию из Европы приезжает бабушка Мии, Кларисса Ренальди, и приглашает внучку нанести ей визит. Прибыв по указанному адресу, Мия обнаруживает не гостиницу, а консульство европейской страны Дженовии , и с огромным удивлением узнаёт, что её недавно умерший отец Эд (Эдуард Кристоф Филипп Жерар Ренальди) был кронпринцем этой страны, её родная бабушка — совершенно настоящая королева, а она сама, будучи рождена в законном браке, следовательно — наследная принцесса Дженовии.
Теперь ей самой предстоит выбрать — на всю жизнь остаться просто Мией Термополис, прежней «невидимкой», или же решиться стать Амелией Миньонет Термополис Ренальди (Amelia Mignonette Thermopolis Renaldi), жить в роскоши и в конце концов унаследовать трон бабушки Клариссы. Но Мия совсем не стремится к богатству и известности. У бабушки Мия демонстрирует простые и непритязательные, то есть, с точки зрения придворного протокола, совершенно шокирующие, манеры. Кроме того, королева Кларисса поражена тем, как невыигрышно выглядит её внучка. Она решает, что Мия совершенно необходимы уроки этикета, а через месяц ей предстоит сделать выбор. Теперь Мия должна приезжать к бабушке каждый день и держать всё в секрете. Начальник королевской охраны Джозеф возит её в школу на лимузине.
Бабушка работает над внешностью Мии и приглашает модного имиджмейкера Паоло — в результате из простушки получается утончённая, элегантная красавица. Лучшая подруга не готова понять и оценить такое кардинальное преображение, они ссорятся, но Мия открывает Лили свой секрет, и девушки мирятся. В это же время от проболтавшегося стилиста Паоло, страшно гордого результатом своих трудов и не способного пережить невозможности похвастаться им, журналисты узнают, что Мия — новая принцесса Дженовии, и всюду преследуют её.
На первом приёме Мия всё портит и попадает в неловкую ситуацию. Но со временем она привыкает и учится. Из невидимки она становится самой популярной девушкой в школе. Джош порывает со своей девушкой и предлагает Мии вместе сходить на вечеринку на пляже. Но в этот же день у Майкла репетиция, куда она обещала прийти, а у Лили телепрограмма, где она тоже обещала присутствовать. Девушка выбирает вечеринку, но праздник заканчивается ужасно. Джош насильно целует её перед камерами чтобы заработать славу, а популярные девушки школы подставляют её, перевернув кабинку для переодевания. Мия в расстройстве. Но, тем не менее, она собирается прийти на бал и приглашает Лили и Майкла. Майкл отказывается.
Перед самым балом Мия решает, что недостойна быть принцессой. Она собирается сбежать и уехать путешествовать. Но находит в вещах письмо от отца и понимает, что не имеет морального права отказаться от исполнения долга (даже не столько своего собственного, сколько отцовского) перед его родиной. Она собирается ехать на бал, но идёт дождь, и машина не заводится. Королева готова сделать заявление о том, что Мия отказывается от титула, и корона перейдёт в род мечтающих об этом баронов фон Трокен. Но Джозеф вовремя приезжает за ней и успевает доставить на бал.
Мия официально подтверждает, что согласна стать принцессой. Вместе с семьёй она переезжает в Дженовию.

## В ролях
| Актёр           | Роль                                                           |
| --------------- | -------------------------------------------------------------- |
| Энн Хэтэуэй     | Мия Термополис / принцесса Амелия Миньонет Термополис Ренальди |
| Джули Эндрюс    | Кларисса Ренальди                                              |
| Гектор Элизондо | Джозеф                                                         |
| Хизер Матараццо | Лили Московиц                                                  |
| Мэнди Мур       | Лана Томас                                                     |
| Кэролайн Гудолл | Хелен Термополис                                               |
| Роберт Шварцман | Майкл Московиц                                                 |
| Эрик фон Деттен | Джош Брайент                                                   |
| Патрик Флугер   | Джеремия Харт                                                  |
| Шон О’Брайан    | Мистер О’Коннел                                                |
| Сандра О        | Директор                                                       |
| Кэтлин Маршалл  | Шарлотта Катэуэй                                               |
| Ларри Миллер    | Паоло                                                          |
| Сэм Денофф      | лорд Джером                                                    |

## Информация
- Фильм был срежиссирован Гарри Маршаллом. Продюсерами стали Дебра Мартин Чейз и Уитни Хьюстон. Энн Хэтэуэй взяли на роль Мии, потому что дочери Маршалла увидели её на кассетной записи и сказали, что у неё лучшие волосы для принцессы.
- Гектор Элизондо, снимающийся во всех фильмах Маршалла, играет Джозефа, охранника[3].
- Дочь режиссёра Гарри Маршалла, Кэтлин Маршалл, играет секретаршу королевы Шарлотту Катэуэй, чья фамилия упоминается только в титрах.
- Сюжет книги разворачивается в Нью-Йорке, но в фильме его перенесли в Сан-Франциско, потому что внучки Маршалла живут там.
- Сиквел, «Дневники принцессы 2: Королевское обязательство», вышел в августе 2004.
- По словам Энн Хэтэуэй, вначале играть Мию Термополис должна была Лив Тайлер, но потом продюсеры решили, что лучше использовать плохо знакомые зрителям лица. Более 500 актрис пробовалось на главную роль.
- Энн Хэтэуэй подтвердила свое участие в съемках третьей части «Дневников принцессы»[4].

## Награды
| Год  | Награда                                                                       | За                                     | Примечания |
| ---- | ----------------------------------------------------------------------------- | -------------------------------------- | ---------- |
| 2002 | ALMA Award — Лучший саундтрек к фильму                                        | «Miracles Happen»                      | Номинация  |
| 2002 | Американское общество композиторов, авторов и издателей — Top Box Office Film | Джон Дебни                             | Победа     |
| 2002 | Casting Society of America Award — Лучший кастинг на фильм                    | Марсия Росс Донна Моронг Гейл Голдберг | Номинация  |
| 2002 | Ассоциация кинокритиков Award — Лучший семейный фильм                         |                                        | Номинация  |
| 2002 | Gold trailer Award — Лучшая анимация/семейный                                 |                                        | Номинация  |
| 2002 | Hollywood Makeup Artist Hair Stylist Guild Award — Лучший современный макияж  | Холли Д’Амор Леонард Энгельман         | Номинация  |
| 2002 | MTV Movie Award — Женская роль                                                | Энн Хэтэуэй                            | Номинация  |
| 2002 | Teen Choice Award — Film — Лучшая Актриса                                     | Энн Хэтэуэй                            | Номинация  |
| 2002 | Teen Choice Award — фильм — Лучший фильм                                      |                                        | Номинация  |
| 2002 | Young Artist Award — Лучший семейный фильм — комедия                          |                                        | Победа     |

## Саундтрек
1. «Supergirl!» — Кристал Харрис
2. «Little Bitty Pretty One» — Аарон Картер
3. «Crush» — «3G’s»
4. «Miss You More» — «BBMak»
5. «What Makes You Different (Makes You Beautiful)» — «Backstreet Boys»
6. «Miracles Happen» — певица Мира
7. «Always Tomorrow» — группа «Nobody’s Angel»
8. «Away with the Summer Days» — «Youngstown»
9. «Stupid Cupid» — Мэнди Мур
10. «Wake Up» — группа Hanson
11. «Happy Go Lucky» — группа Steps
12. «I Love Life» — Мелисса Лефтон
13. «Ain’t Nothing but a She Thing» — Лил Джей и «Nobody’s Angel»
14. «Hold On» — группа «B*Witched»
15. «The Journey» — «Mpulz»

Дополнительная песня
1. «Heartbreak Lullaby (Ray Hedges Recall 7 Mix)» — группа A*Teens[5]